# Enys Men
Enys Men (córnico para 'Isla de Piedra') es una película experimental de terror de 2022, grabada, escrita, dirigida y con música conmpuesta por Mark Jenkin. Grabada en 16 mm, es protagonizada  Mary Woodvine, Edward Rowe, Flo Crowe y John Woodvine.  
La película se rodó durante el confinamiento por la COVID-19 y el equipo priorizó la creación de una huella de carbono pequeña durante la producción. Enys Men se estrenó en el Festival de Cine de Cannes de 2022 y fue bien recibida por la crítica.

## Reparto
- Mary Woodvine como la voluntaria
- Edward Rowe como el barquero
- Flo Crowe como la chica
- John Woodvine como el predicador
- Joe Gray como el minero
- Loveday Twomlow como el bebé

## Producción
La película se rodó en 21 días durante el confinamiento por la COVID-19, lo que requirió un equipo menor al previsto. El equipo se dispuso a que la producción tuviera una huella de carbono baja, produciendo solo 4,55 toneladas de CO2 (en comparación con alrededor de 3000 toneladas para una película típica) que se compensó.

## Estreno
Enys Men se estrenó en el Festival de Cine de Cannes 2022. En Bodmin, la noche de estreno de la película se agotó en cuestión de horas y la película fue un éxito de taquilla en los cines de Cornualles.
NEON ha comprado los derechos de distribución en América del Norte.
La película se promocionó de forma bilingüe, con carteles producidos tanto en inglés como en córnico. Se pensó que era la primera instancia de un largometraje distribuido que tenía carteles de córnico.